# Wolfgang Zimmerer
Wolfgang Zimmerer (ur. 15 listopada 1940 w Ohlstadt) – niemiecki bobsleista (pilot boba). Wielokrotny medalista olimpijski.
Reprezentował barwy RFN. Najczęściej startował w parze z Peterem Utzschneiderem. Razem brali udział w IO 68, a w pierwszej połowie lat 70. należeli do ścisłej światowej czołówki. W 1972 zostali złotymi medalistami olimpijskimi w dwójkach, w czwórkach byli trzeci. Cztery lata później w czwórkach ponownie zajęli trzecie miejsce. Zimmerer w dwójkach startował tym razem z Manfredem Schumannem, zajęli drugie miejsce. Czterokrotnie był mistrzem świata, łącznie na podium tej imprezy stawał dziewięć razy.